# Casa Natal de Morelos

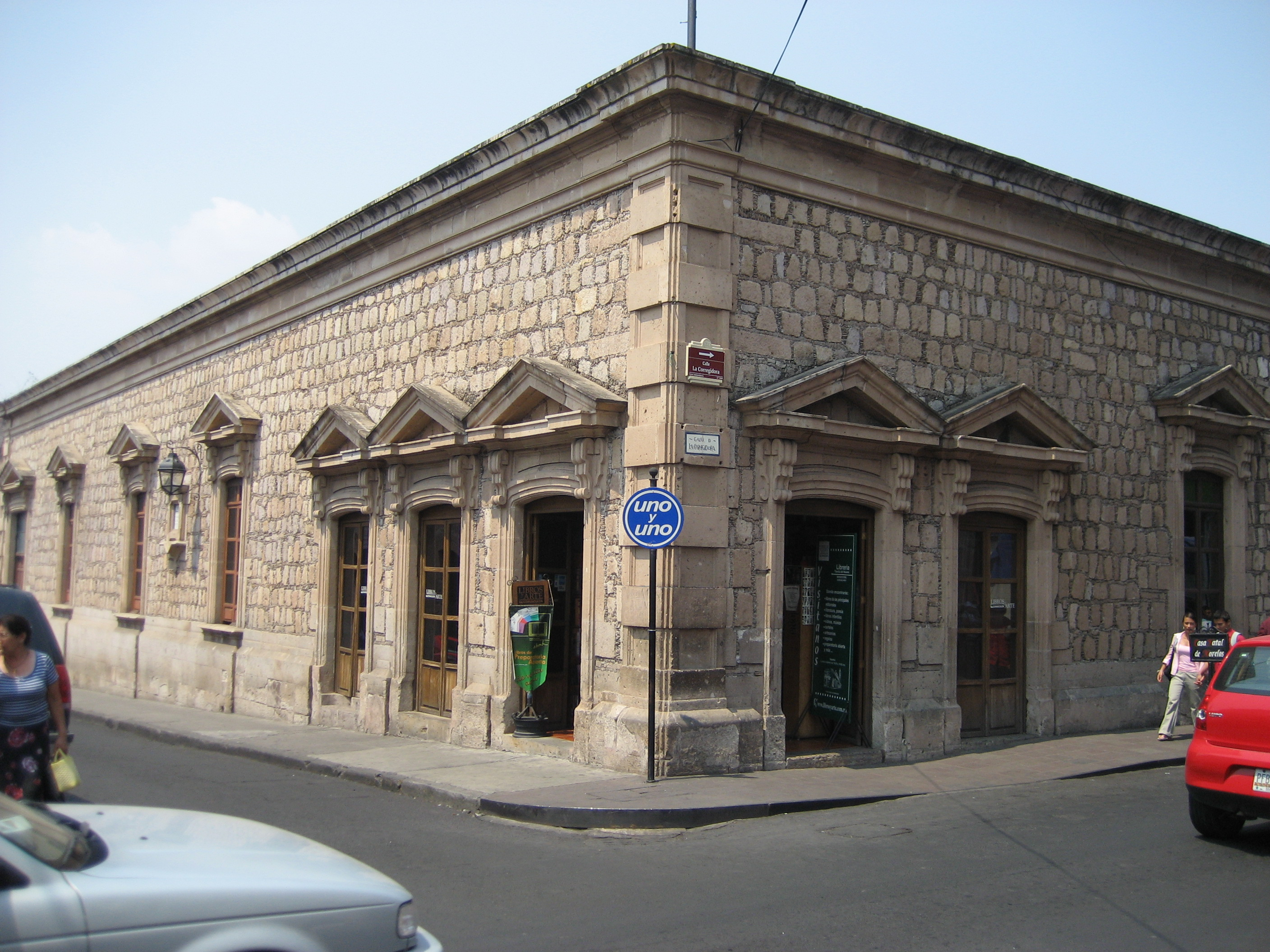
Estado actual del edificio.

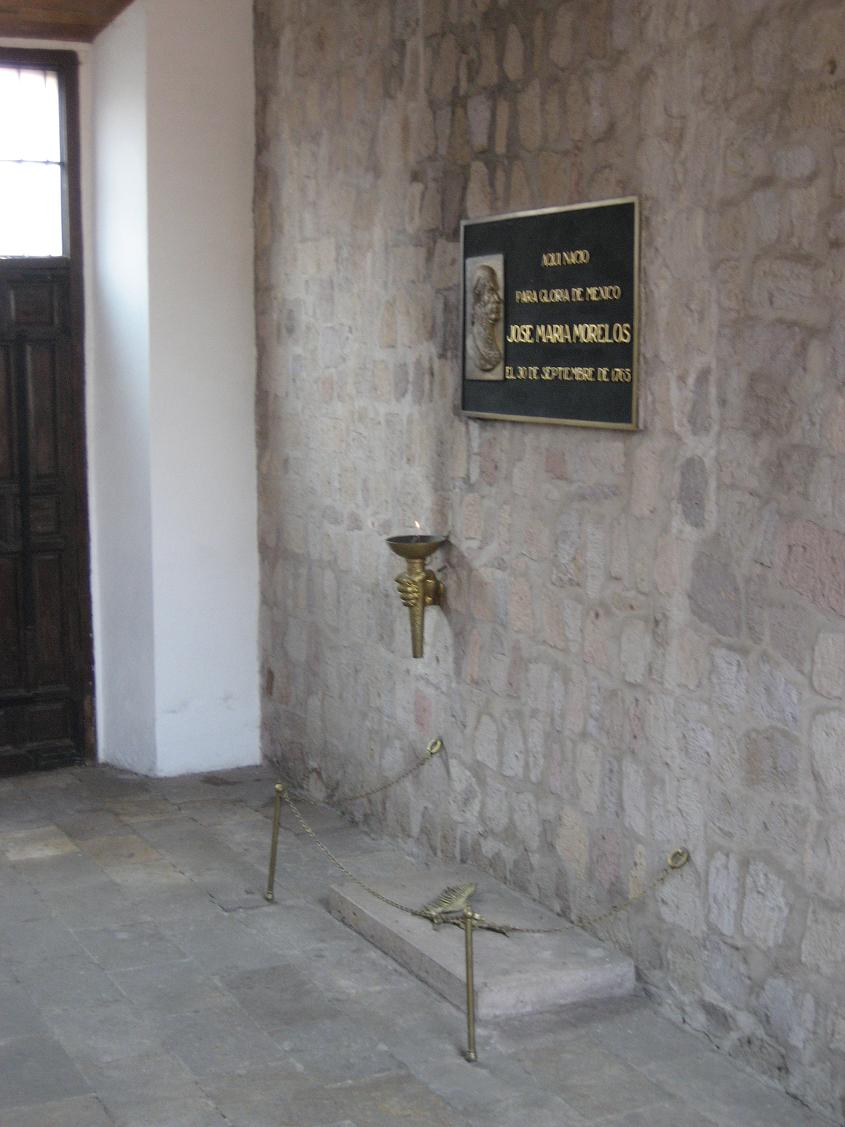
En el sitio exacto del nacimiento del caudillo se mantiene encendida una llama eterna.

Edificio histórico de la ciudad de Morelia, en el cual nació el 30 de septiembre de 1765 el héroe de la Independencia de México José María Teclo Morelos Pérez y Pavón, más conocido como José María Morelos. La edificación data del siglo XVII, originalmente de estilo barroco con paredes lisas y de color blanco, sin embargo, en 1888 fue reconstruida, adquiriendo su actual estilo neoclásico. La construcción consta de una sola planta y cuenta con dos jardines en su interior. En el año de 1930 fue declarada monumento nacional, y el 1965 (en el segundo centenario del natalicio del caudillo), museo dedicado a Morelos. En ella se encuentran varias salas, una de ellas dedicada a los orígenes del caudillo, la siguiente a su participación en la Guerra de Independencia, y la otra a su proceso y muerte. Uno de los documentos de mayor valor que se exhiben es el facsímil de los Sentimientos de la Nación, en donde se encuentra su firma y su frase célebre “En donde yo nací fue el jardín de la Nueva España”. El recinto cuenta con una biblioteca de más de 23 mil volúmenes dedicados a la vida y obra de Morelos y la historia de México. También se cuenta con una librería, sala de proyección, oficinas, sala de lectura y jardines.